# Drosophila comorensis
Drosophila comorensis este o specie de muște din genul Drosophila, familia Drosophilidae, descrisă de Tsacas în anul 1997. Conform Catalogue of Life specia Drosophila comorensis nu are subspecii cunoscute.